# Kulam (Batee)
Kulam is een bestuurslaag in het regentschap Pidie van de provincie Atjeh, Indonesië. Kulam telt 553 inwoners (volkstelling 2010).